# 戈壁鳥屬
戈壁鳥（學名Gobipteryx）是反鳥亞綱下上白堊紀的一屬鳥類。牠的化石在蒙古戈壁沙漠的西戈約特層發現，首次於1976年根據兩個頭顱骨碎片（編號ZPAL-MgR-I/12及ZPAL-MgR-I/32）而描述。模式種是G. minuta。属名来自于Gobi（指首次发现于戈壁沙漠）+ 希腊语 pteron “wing”（翅膀）。
原先認為是屬於侏儒鳥的頭顱骨碎片及一些顱後骨（編號PIN-4492，被命名為Nanantius valifanovi）亦被編入此屬中。這是從研究首個完好的標本（編號IGM-100/011）：一個在烏哈托喀德加多克塔組保存得非常好的部份頭顱骨而得知的。被分類為蛋屬的oogenus Laevisoolithus亦被重新編入戈壁鳥，因為從中發現了鳥類胚胎的骨頭。
戈壁鳥有時被認為已經滅絕，且分類在已滅絕的戈壁鳥目及戈壁鳥科中，但有些科學家則反對這個分類，認為需要更多牠的物種及其親屬的資料才可以決定。